# هیپسهایم
هیپسهایم (به فرانسوی: Hipsheim) یک کمون در فرانسه با جمعیت ۸۰۹ نفر است که در Canton of Erstein واقع شده‌است.